# Echelon (videogioco 1987)
Echelon è un simulatore di volo fantascientifico pubblicato nel 1987 per Commodore 64 e nel 1988 per Amstrad CPC, Apple II, MS-DOS e ZX Spectrum.
Una versione per Amiga era pubblicizzata, ma non risulta pubblicata.

## Trama
L'ambientazione è Isis, il decimo pianeta del sistema solare scoperto nel 1996. Alla fine del XXI secolo un gruppo di pirati spaziali ha stabilito una base sul pianeta, in posizione sconosciuta e con un sistema di occultamento che la rende invisibile ai sensori. Un pilota solitario di un velivolo modello C-104 Tomahawk deve pattugliare una zona del pianeta, recuperare oggetti e informazioni che aiutano a risolvere il problema dei pirati, rintracciando alla fine la loro base.

## Modalità di gioco
Il gioco è una complessa simulazione di pilotaggio del velivolo C-104 sopra un'area di centinaia di chilometri di lato, in gran parte inesplorata. I paesaggi esterni sono mostrati con visuale in prima persona e con grafica vettoriale, mentre in basso viene mostrata la plancia di controllo del velivolo.
Si possono selezionare tre modi di gioco principali: scientifico (solo esplorazione senza combattimenti), pattuglia (presenza occasionale del nemico), militare (combattimento frequente).
La partita inizia a grande altitudine, nell'hangar della base orbitale del giocatore, dove successivamente si può tornare per riparazioni e rifornimenti. 
La visuale si può spostare su sei diverse angolazioni e a vari livelli di zoom. Il computer di bordo fornisce opzioni, informazioni e visualizza le mappe del territorio.
Il combattimento può avvenire contro installazioni a terra o velivoli nemici, con tre tipi di armi a distanza e con la protezione di uno scudo energetico.
Per osservare da vicino le strutture a terra è possibile lanciare un RPV, un veicolo esplorativo teleguidato che il giocatore può controllare in modo simile alla C-104, passando a piacimento dal controllo dell'uno o dell'altra.
Un sistema di teletrasporto permette di recuperare l'RPV o gli oggetti trovati al suolo; raccogliendo 240 indizi lasciati da pirati si possono ricostruire delle mappe che permettono di completare il gioco.
Oltre ai controlli direzionali sono necessarie decine di tasti per i comandi di gioco. 
L'edizione originale per Commodore 64 include una speciale periferica chiamata LipStik, che consiste in cuffie audio con microfono integrato collegabili a una porta joystick, e permette di usare un comando vocale (un suono qualsiasi) per sparare.

## Accoglienza
Echelon ottenne diversi buoni giudizi dalle riviste dell'epoca, che lo descrivono come ben congegnato, complesso e impegnativo. Un problema evidenziato è la lentezza di esecuzione sui computer a 8 bit di allora; specialmente nelle scene di combattimento, la velocità di aggiornamento della visuale può scendere fino a 2 fps. Il programma permette di disabilitare alcuni elementi grafici per migliorare un po' le prestazioni.